# Pedicularis crenata
Pedicularis crenata är en snyltrotsväxtart. Pedicularis crenata ingår i släktet spiror, och familjen snyltrotsväxter.

## Underarter
Arten delas in i följande underarter:
- P. c. crenata
- P. c. crenatiformis